# 5710 Сілентіум
5710 Сілентіум (5710 Silentium) — астероїд головного поясу, відкритий 18 жовтня 1977 року.
Тіссеранів параметр щодо Юпітера — 3,667.
Назва від латинського Silentium, що означає «мовчання».